# Bode Hidalgo
Bode Hidalgo, nato Bode Shane Davis (Kaysville, 22 febbraio 2002), è un calciatore statunitense, centrocampista del Real Salt Lake.

## Biografia
Nel 2022 ha deciso di cambiare cognome da Davis a Hidalgo come tributo al il padre adottivo.

## Carriera
Nato a Kaysville e cresciuto nel settore giovanile del Real Salt Lake, nel luglio 2020 è stato assegnato al Real Monarchs con cui ha debuttato in USL Championship.
Nel settembre 2020 ha firmato un contratto professionistico con il Real Salt Lake, venendo tesserato in qualità di giocatore cresciuto nelle giovanili a partire dalla stagione successiva. Ha debuttato in Major League Soccer il 20 marzo 2022 nell'incontro vinto 2-1 contro il Nashville ed il 9 ottobre ha segnato il suo primo gol nel successo per 3-1 contro il Portland Timbers.

## Statistiche

### Presenze e reti nei club
Statistiche aggiornate al 27 novembre 2023.
| Stagione        | Squadra         | Campionato      | Campionato | Campionato | Coppe nazionali | Coppe nazionali | Coppe nazionali | Coppe continentali | Coppe continentali | Coppe continentali | Altre coppe | Altre coppe | Altre coppe | Totale | Totale | Totale |
| Stagione        | Squadra         | Comp            | Pres       | Reti       | Comp            | Pres            | Reti            | Comp               | Pres               | Reti               | Comp        | Pres        | Reti        | Pres   | Reti   |        |
| --------------- | --------------- | --------------- | ---------- | ---------- | --------------- | --------------- | --------------- | ------------------ | ------------------ | ------------------ | ----------- | ----------- | ----------- | ------ | ------ | ------ |
| 2020            | Real Monarchs   | USL             | 15         | 2          |                 | -               | -               |                    | -                  | -                  |             | -           | -           | 15     | 2      |        |
| 2021            | Real Monarchs   | USL             | 21         | 2          |                 | -               | -               |                    | -                  | -                  |             | -           | -           | 21     | 2      |        |
| 2022            | Real Monarchs   | MNP             | 13         | 1          |                 | -               | -               |                    | -                  | -                  |             | -           | -           | 13     | 1      |        |
| 2023            | Real Monarchs   | MNP             | 1          | 0          |                 | -               | -               |                    | -                  | -                  |             | -           | -           | 1      | 0      |        |
| 2022            | Real Salt Lake  | MLS             | 7          | 1          | USCup           | 1               | 0               |                    | -                  | -                  |             | -           | -           | 8      | 1      |        |
| 2023            | Real Salt Lake  | MLS             | 24         | 0          | USCup           | 3               | 0               |                    | -                  | -                  | LC          | 3           | 0           | 30     | 0      |        |
| Totale carriera | Totale carriera | Totale carriera | 81         | 6          |                 | 4               | 0               |                    | -                  | -                  |             | 3           | 0           | 88     | 6      |        |